# Mohammed Awale Liban
Hagi Mohammed Awale Liban (fl. XX secolo) è stato un politico somalo, noto per aver disegnato la bandiera della Somalia nel 1954..
Awale Liban è stato anche capo di gabinetto della presidenza nella nascente Repubblica Somala., era un nazionalista e ha fatto parte dei governi somali fino al 1964. In seguito mantenne buoni rapporti con Abdirashid Ali Shermarke, presidente della Repubblica Somala dal 1967 al 1969.